# Вулиця Пілєс
Вулиця Пілес ( від лит. Pilies - замок, Замкова вулиця)  - найстаріша вулиця Старого міста Вільнюса. Перші згадки про вулицю Пілес згадується в історичних джерелах з 1530 року. Зберігає старовинну архітектуру Вільнюса.
Історія. Вулиця з'явилась саме там, де дорога з Віленського замку йшла на південь, у бік Польщі. Це була головна дорога у замок, а відгалуження від неї створили мережу бічних вулиць. Цією вулицею в замок прибували королі, папські легати та закордонні посли. Вулицею Пілес проходили й церковні процесії. Тут будували свої будинки сановники та заможні місцями. Цілий квартал поруч з вулицею займав Вільнюський університет, де мешкали професори університету.В одному з дворів у кінці 17 ст. був створений ботанічний сад, який належав університету.
Вона бере початок  від південно-східного кута Кафедральної площі, де закінчується вулиця Швентарагіо та починається вулиця Барбораса Радвілайтеса, і веде з півночі на південь у напрямку Ратушної площі.Колись в широких частинах цієї вулиці шуміли базари: "Великий ринок" поруч з Ратушею та "Рибний ринок" біля П'ятницької церкви.
Зараз вулиця Пілес приваблює різноманіттям архітектури : готичні будинки знаходяться поруч з будівлями в стилі ренесанс та барокко. Головне та популярне місце Старого міста, популярне місце для туристів і прогулянок, з замком Гедиміна, який видно з вулиці. Безліч архітектурних, історичних і культурних пам'яток, велика кількість кафе, ресторанів, музеїв і галерей, готелів, ювелірних і сувенірних магазинів.